# Cala de les Ampolles
La cala de les Ampolles és una petita platja natural del municipi de l'Ametlla de Mar (Baix Ebre), situada davant de la urbanització Les Tres Cales, entre la cala Forn, al nord, i la Punta de Cala Mosques, que la separa de la cala Mosques, al sud. Té una longitud de 32 metres i una amplada mitjana de 14 metres, formada per còdols i roques.